# Вислоцький Олександр Гнатович
Олекса́ндр Гна́тович Висло́цький (30 березня 1896 — 1941) — український громадський і політичний діяч, сотник Армії УНР.

## Життєпис
Народився на Перемишльщині (нині — Польща). Закінчив Самбірську класичну гімназію ім. Архікнягині Єлизавети, а згодом юридичний факультет Львівського університету.
У часі Першої світової війни потрапив до російського полону, після повернення з якого активно включився у вир національно-визвольної боротьби. 1918 р. отримав військове звання сотника та разом із рідним братом Іваном був скерований до корпусу Січових Стрільців Армії УНР.
У 1928—1930 рр. — посол до польського сейму від партії УНДО. За свою політичну діяльність заарештований польською владою та у 1930—1933 рр. перебував в ув'язненні.
Організатор українського культурного і економічного життя Брідщини 1920—1930-х рр. Керівник повітового товариства «Луг».
У 1936—1937 рр. — засновник та видавець часопису «Брідські вісті».
За активну громадсько-політичну діяльність зазнавав переслідувань зі сторони польської влади. Мешкав у селі Гаї-Дітковецькі, а згодом у Бродах по вулиці Гольдгабера (нині вул. Франка), 12.
Знищений радянською владою під час першої радянської окупації західноукраїнських земель у 1939—1941 рр. Місце поховання не відоме.

## Вшанування пам'яті
1 липня 2007 р. відбулося відкриття меморіальної таблиці на будинку по вул. Франка, 12 у Бродах, в якому у 1930-х рр. мешкав Олександр Вислоцький.